# 너바나
너바나(영어: Nirvana)는 1987년 워싱턴주 애버딘에서 결성된 미국의 록 밴드이다. 리드 싱어이자 기타리스트 커트 코베인과 베이시스트 크리스 노보셀릭이 결성하였고, 드러머는 채드 채닝을 비롯하여 여러 사람으로 교체되다가 1990년 데이브 그롤으로 정착하였다. 너바나의 성공은 얼터너티브 록을 유명화시켰으며 아울러 X 세대의 대표 밴드로 언급되기도 한다. 너바나의 음악은 현대 로큰롤 문화에도 지속적인 영향을 미치고 있다.
1989년 너바나는 독립음반사 서브 팝에서 《Bleach》를 발표함과 함께 시애틀 그런지 신에 당당히 자리매김하였다. 너바나의 음악성은 사운드의 다이나믹한 대비에 있는데, 조용한 버스와 시끄럽고 무거운 코러스가 번갈아 나옴이 그것이다. 1991년 주류음반사 DGC 레코드와 계약한 후 예상치 못하게 주류적으로 성공한 두 번째 앨범 《Nevermind》 및 싱글 〈Smells Like Teen Spirit〉을 발표한다. 1990년대 문화적 현상마저 일으킨 《Nevermind》는 RIAA에서 다이아몬드 인증까지 받았으며 헤어 메탈을 종식시킨 데 공헌하였다고 평가된다.
펑크의 미학으로 특징지어지는 너바나는 팝 멜로디를 노이즈에 버무려냈으며 비굴함과 사회적 소외를 그 주제로 하여 전세계적 유명세를 탔다. 광범한 투어를 진행하고 1992년 앨범 《Incesticide》 및 EP 《Hormoaning》를 발표하고서 너바나는 1993년 큰 주목을 모은 세 번째 앨범 《In Utero》를 발표한다. 이 앨범은 미영 앨범 차트에서 정상에 올랐으며 평론가의 찬사를 받았다. 1994년 4월 너바나는 코베인의 자살로 인하여 해산되었으며 노보셀릭, 그롤, 코베인의 미망인 코트니 러브의 관할 아래 사후 앨범이 여러 차례 발표되었다. 그중 하나인 1994년의 사후 앨범 《MTV Unplugged in New York》는 1996년 그래미상 최우수 얼터너티브 음악 퍼포먼스상을 수상했다.
너바나는 가장 많은 음반을 팔아젖힌 밴드 중 하나로서 전세계적으로 7,500만 장 음반을 팔아치웠다. 3년 남짓한 주류 활동기간 동안 너바나는 미국음악상, 브릿상, 그래미상, MTV 비디오뮤직상, NME상(2회)을 수상했다. 빌보드 얼터너티브 송 차트에서는 5개 곡을 정상에 올려놓았으며 빌보드 200에는 네 장의 앨범을 정상에 올려두었다. 2004년 《롤링 스톤》은 너바나를 역대 가장 위대한 아티스트 100선에 등재시켰으며 2014년 로큰롤 명예의 전당에 그 조건이 채워지자마자 헌액되었다.

## 역사

### 결성과 초기 활동 (1987–1988)
가수 겸 기타리스트 커트 코베인과 베이시스트 크리스 노보셀릭은 워싱턴주 애버딘 고등학교에서 재학중에 서로 만났다. 둘이는 멜빈스의 연습공간을 자주 들락거리면서 자연스레 친구가 되었다. 코베인은 노보셀릭과 밴드를 결성하고 싶어 했으나 노보셀릭은 오랜 기간 무응답이었다. 코베인은 자신의 프로젝트 피컬 메터의 데모 테이프를 그에게 건냈다. 둘이 처음 만나고서 3년이 지나고서야 노보셀릭은 코베인에게 자신이 피컬 매터의 데모를 들었으며 밴드를 시작해보자고 제의한다. 이들의 첫 밴드 더 셀아웃(the Sellouts)은 크리던스 클리어워터 리바이벌의 트리뷰트 밴드였다. 이 프로젝트는 노보셀릭을 기타 겸 보컬, 코베인을 드럼, 스티브 뉴먼을 베이스로 두는 구성이었다. 그러나 얼마 지나지도 않아 프로젝트는 흐지부지되고 말았다. 또다른 프로젝트로 이번에는 오리지널 밴드로서 1986년 말 드럼으로 밥 맥패든을 기용하였으나 이번에도 얼마 못 가 흐지부지되었다. 1987년 코베인과 노보셀릭은 드러머 앨런 벅하드를 채용한다. 이들은 코베인의 피컬 매터 테이프에 담긴 곡을 연주했으나 얼마 안 있어 새로운 곡을 작곡하기 시작했다.

너바나의 워드마크 로고

처음 몇 달간 밴드는 여러 개의 이름을 거치게 되는데 여기에는 스키드 로(Skid Row), 펜 캡 츄(Pen Cap Chew), 테드 에드 프레드(Ted Ed Fred) 따위가 있었다. 밴드는 결국 너바나라는 이름으로 타협을 보게 되었는데, 코베인에 따르면 "저는 앵그리 사모안스처럼 못되고 지저분한 펑크 이름보다 아름답거나 좋거나 예쁜 류의 이름이 되기를 원했어요"가 그 이유라고 한다. 노보셀릭과 코베인은 워싱턴주 터코마와 올림피아를 각각 옮겨 다녔다. 이들은 벅하드와 자주 연결이 끊어져 대신에 멜빈스의 데일 클로버와 연습하고는 했다. 너바나의 첫 데모는 1988년 1월에 나왔다.
1988년 초 클로버는 샌프란시스코로 이사하는데 자신의 대타로 데이브 포스터를 천거하고 갔다. 포스터조차도 너바나에 있은 지는 얼마 되지 않았다. 포스터가 감옥에 수감된 동안 벅하드가 다시 그 자리를 메꾸었으나 코베인에게 숙취로 인하여 하루도 제대로 연습을 못하겠다 하여 나가버렸다. 코베인과 노보셀릭은 시애틀의 음악잡지 《더 로켓》에 드러머 모집 광고를 냈다. 그러나 만족스러운 반응은 오지 않았다. 한편 둘이의 친구가 드러머 채드 채닝을 소개해주었다. 채닝은 코베인과 노보셀릭과 잼을 계속하였다. 그러나 채닝의 말에 따르면 "그들은 한번도 제게 '좋아, 너 들어와'라고 한 적이 없었어요."했었다 한다. 채닝은 1988년 5월 처음으로 너바나와 첫 공연을 가진다.

### 초기 작품 (1988–1990)
1988년 11월 너바나는 쇼킹 블루의 〈Love Buzz〉의 커버를 시애틀의 독립음반사 서브 팝을 통해 첫 싱글로서 발표한다. 싱글을 발표하고 같은 주에 《사운즈》의 존 로브와 첫 인터뷰를 가진다. 다음달 너바나는 데뷔 앨범 《Bleach》를 발표했다. 현지의 프로듀서 잭 엔디노가 프로듀시을 맡아보았다. 《Bleach》는 멜빈스의 무거운 더지록(dirge-rock)과 1980년대 머드허니의 펑크 록과 1970년대 블랙 사바스의 헤비 메탈에 영향을 받은 것이었다. 《Bleach》의 녹음 세션의 비용은 앨범 슬리브에 606.17 달러로 찍혀 있는데 이것은 제이슨 에버맨이 대어준 것이었다. 에버맨은 추후 밴드의 두 번째 기타리스트로 영입된다. 다만 에버맨은 앨범에서 연주한 곡은 하나도 없는데 그가 《Bleach》에 크레디트된 것은 노보셀릭의 말에 따르면, 그들이 "그가 밴드에 있는 것을 집처럼 느끼게 해주기" 위함이었다. 앨범의 발표에 앞서 너바나는 서브 팝과 처음으로 연장계약을 맺은 밴드가 되었다.

## 밴드 구성원
| - 커트 코베인 – lead vocals, 기타 (1987–1994) - 크리스 노보셀릭 – bass (1987–1994) - 데이브 그롤 – drums, backing vocals (1990–1994) - 존 던컨 – 기타 (1992–1993) - 로리 골드스톤 – cello (1993–1994) - 멜로라 크리거 – cello (1994) - 팻 스미어 – 기타, backing vocals (1993–1994) | - 아론 벅하드 – drums (1987–1988) - 데일 크로버 – drums (1988, 1990) - 데이브 포스터 – drums (1988) - 채드 채닝 – drums (1988–1990) - 제이슨 에버먼 – 기타 (1989) - 마크 피커럴 – drums (1989) - 댄 피터스 – drums (1991) - 커크 캐닝 – cello (1991) - 케라 샬리 – cello (1993) |

## 음반 목록

### 스튜디오 음반
- 《Bleach》 (1989)
- 《Nevermind》 (1991)
- 《In Utero》 (1993)

## 같이 보기
- 얼터너티브 아티스트 목록
- 시에틀 출신 음악가 목록
- 너바나의 콘서트 목록

## 참고 문헌
- Azerrad, Michael. Come as You Are: The Story of Nirvana. Doubleday, 1994. ISBN 0-385-47199-8
- Cross, Charles R. Heavier Than Heaven: A Biography of Kurt Cobain. Hyperion, 2001. ISBN 0-7868-8402-9
- DeRogatis, Jim. Milk It!: Collected Musings on the Alternative Music Explosion of the 90's. Da Capo, 2003. ISBN 0-306-81271-1
- Gaar, Gillian G. In Utero. Continuum, 2006. ISBN 0-8264-1776-0
- Rocco, John (editor). The Nirvana Companion: Two Decades of Commentary. Schirmer, 1998. ISBN 0-02-864930-3